# Ndjamena

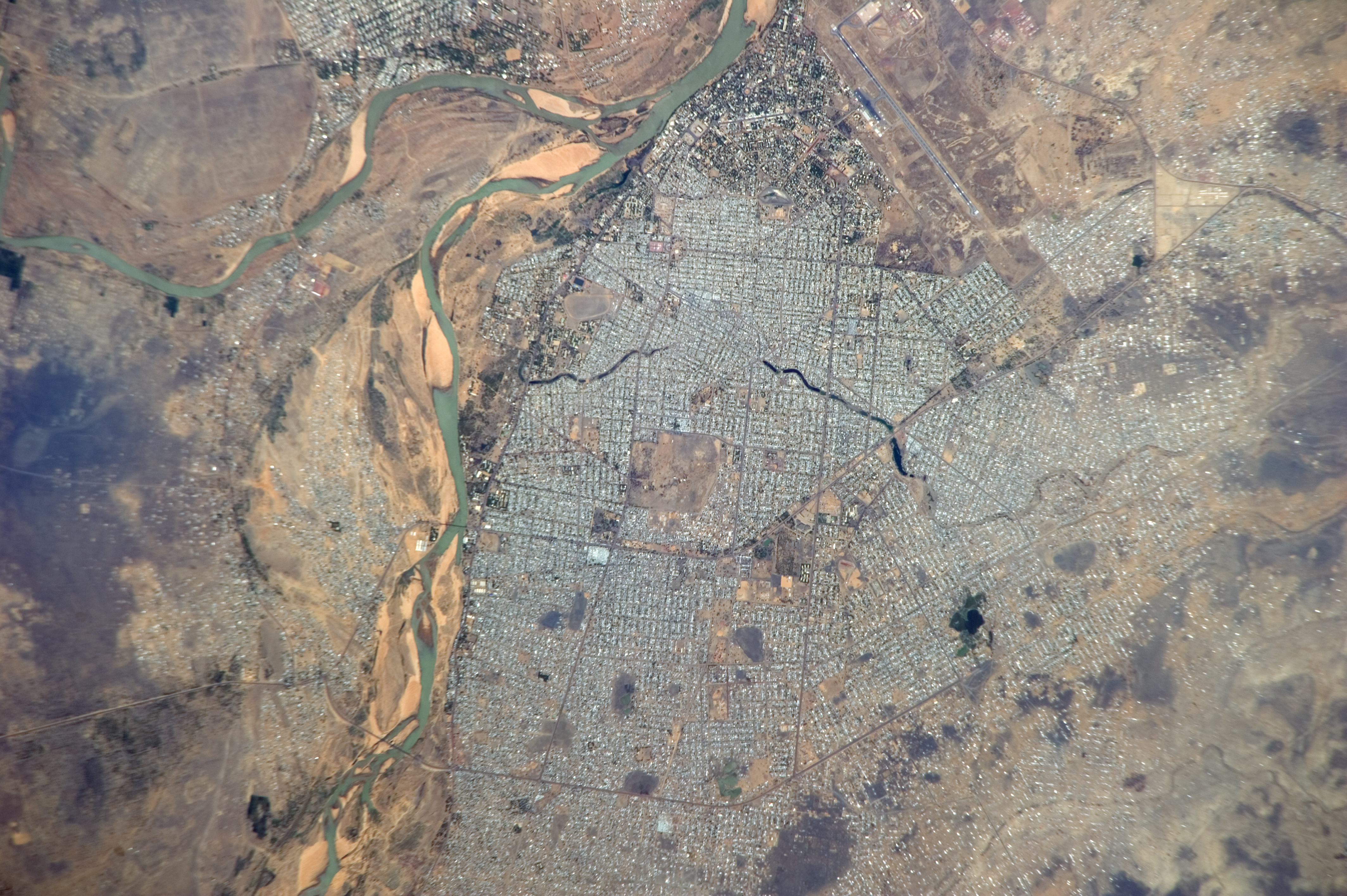
Ndjamena vanuit de ruimte

Ndjamena (Franse spelling: N'Djaména) is de hoofdstad van het Afrikaanse land Tsjaad. Ze ligt in het westen van het land nabij de grens met Kameroen. De stad had in 2009 ongeveer 818.600 inwoners met ongeveer 993.500 inwoners in de gehele stedelijk agglomeratie. 
De stad is een havenstad aan de rivier de Chari en is voornamelijk een bestuurlijk centrum. Ndjamena is ook een regionale markt voor vee, zout, dadels, katoen en granen. Vleesverwerking is de belangrijkste industrie. De stad heeft een internationale luchthaven en scholen voor administratief onderwijs en veeartsen. Sinds 1971 is er een nationale universiteit. 

## Geschiedenis
De stad werd op 29 mei 1900 gesticht door de Franse commandant Émile Gentil. De nieuwe stad lag tegenover Fort-Fureau (Kousséri) en werd gesticht nadat Rābiḥ al-Zubayr hier was verslagen. Zo kwam het gebied ten oosten van het Tsjaadmeer in handen van de Fransen. De stad heette destijds Fort Lamy, naar de Franse legeraanvoerder François Joseph Lamy die in de Slag bij Kousséri sneuvelde. Tot 1960 was Fort Lamy een kleine nederzetting met een bevolking van Kotoko. Na de onafhankelijkheid in 1960 groeide de stad als hoofdstad en bestuurlijk centrum. In 1973 kreeg de stad haar huidige naam. De stad werd in 1980-1981 bezet door Libische troepen tijdens de langdurige burgeroorlog die al eind jaren 1960 was begonnen.

## Geografie
Ndjamena ligt op de oostelijke oever van Chari bij de samenvloeiing met de Logone. De stad ligt in een vlakte die in het regenseizoen onderhevig kan zijn aan overstromingen. Op de westelijke oever van de Chari in Kameroen ligt de stad Kousséri.

### Klimaat
De stad heeft een droog klimaat, code BS volgens de klimaatklassificatie van Köppen, met een droog seizoen van november tot april en een regenseizoen van mei tot oktober. Gemiddeld valt er 636 millimeter regen per jaar.

## Cultuur
In 1963 werd het nationaal museum geopend, met collecties in de domeinen paleontologie, geschiedenis en etnografie.

### Religie
Ndjamena is de zetel van het rooms-katholieke aartsbisdom Ndjamena.

## Transport
De stad is het oosterse eindpunt van de Trans-Afrikaanse weg 5. Ook de Trans-Afrikaanse weg 3 loopt dwars door de stad, wat het een internationaal knooppunt maakt. Internationaal is de stad bereikbaar via de N'Djamena International Airport. Deze heeft rechtstreekse passagiersvluchten naar Istanboel en Parijs.

## Geboren
- Catherine Samba-Panza (1954), president van de Centraal-Afrikaanse Republiek (2014-2016)